# ياس كلافر
ياس فراس كلافر (بالهولندية: Jesse Klaver)‏  (1 ماي 1986)، سياسي هولندي خلف برام فان أوييك على رآسة حزب اليسار الأخضر في مايو 2015، ترشح في الانتخابات العامة الهولندية 2017.
ولد من أب مغربي وأم هولندية إندونيسية بروزندال جنوب هولندا. لعب جده وجدته دورا كبيرا في تربيته في سكن اجتماعي بمنطقة ويستراند. بعد التعليم الثانوي، واصل مساره الدراسي في سلك العلوم السياسية بجامعة أمستردام. وبفضل نشاطه داخل الجامعة، انتخب سنة 2009 رئيسا لنقابة الشباب، العضو في المجلس الاقتصادي والاجتماعي في هولندا. حافظ على عضويته لمدة عشر سنوات في حزب الخضر اليساري، وانتخب ياس نائبا برلمانيا سنة 2010، ليصبح مكلفا في الغرفة الثانية بالعديد من الملفات، لاسيما تلك المرتبطة بالمالية والدراسات والعلوم وأوروبا ورعاية الحيوانات.
لفت انتباه الساحة السياسية سنة 2014 عندما انتقد ممارسات بنك “إي بي إن أمرو” حيث قام باستدعاء الخبير الاقتصادي ذائع الصيت توماس بيكيتي للبرلمان.
أجرت المحطة التلفزيونية الهولندية “إيفن فانداغ” استطلاعا للرأي لاختيار أفضل سياسي شاب لسنة 2015. ووقع الاختيار على ياس كلافر.
قاد حملة حزبه في الانتخابات العامة الهولندية 2017 ودافع عن فكرة العدالة الاجتماعية وحماية البيئة والتصدي لمخططات الزعيم اليميني العنصري خيرت فيلدرز. وبسبب مظهره الأنيق وصغر سنه دفع بعض الإعلاميين إلى تشبيهه برئيس الوزراء الكندي جاستن ترودو. عزز حزب الخضر بزعامة كلافر عدد مقاعده في البرلمان الهولندي، ليرفع عددها من 4 مقاعد إلى 14 مقعداً. منتشلا بذلك حزبه من التراجع الكبير، الذي عانى منه، بعد الهزيمة الكبيرة خلال الانتخابات التشريعية عام 2012.